# Ratolí de Florida

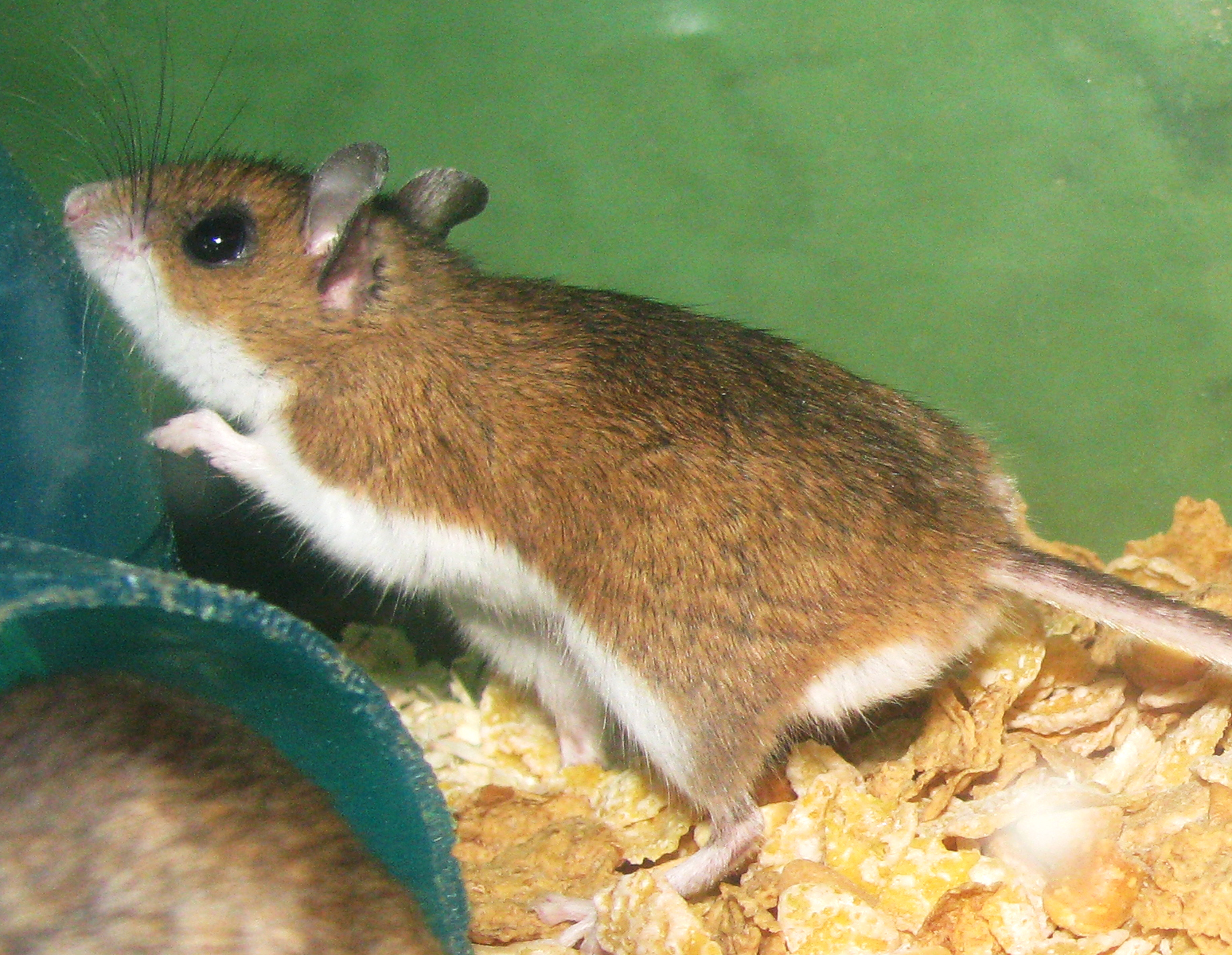
Fotografia del ratolí de Florida.

El ratolí de Florida (Podomys floridanus) és una espècie de rosegador de la família dels cricètids. És endèmic de Florida (Estats Units). Ocupa una àmplia varietat d'hàbitats, majoritàriament de clima calorós i àrid. Està amenaçat per la destrucció del seu medi i el declivi de les poblacions de tortuga gòfer, de les quals depèn en gran manera per als seus caus. El seu nom específic, floridanus, significa ‘de Florida’ en llatí.